# Stenoterommata maculata
Stenoterommata maculata är en spindelart som först beskrevs av Philipp Bertkau 1880.  
Stenoterommata maculata ingår i släktet Stenoterommata och familjen Nemesiidae. Inga underarter finns listade i Catalogue of Life.